# Kloock-Produktionsfunktion
Die Produktionsfunktion nach Kloock (auch als Produktionsfunktion vom Typ D bekannt) ist in der betriebswirtschaftlichen Produktionstheorie eine Produktionsfunktion, die auf der Heinen-Produktionsfunktion (Typ C) aufbaut und von Josef Kloock 1969 entwickelt wurde.

## Inhalt
Die aus der Volkswirtschaftslehre bekannte Input-Output-Analyse wird dabei auf den innerbetrieblichen Bereich übertragen. Zunächst erfolgt eine Kategorisierung der betrieblichen Funktionen in die Typen Beschaffungs-, Produktions- und Vertriebsstellen. Eine Beschaffungsstelle ist dabei eine Stelle (oder Abteilung) des Unternehmens, die nur originäre Produktionsfaktoren an andere Stellen abgibt, selbst aber keine verbraucht oder erzeugt. Analog ist eine Absatzstelle eine Stelle, die nur Endprodukte absetzt, aber keine Produktionsfaktoren erzeugt. Eine Produktionsstelle verbraucht Faktoren vorgelagerter Stellen (andere Produktionsstellen oder Beschaffungsstellen) und erzeugt Zwischen- oder Endprodukte, die an nachgelagerte Stellen abgegeben werden (nachfolgende Produktionsstellen oder Absatzstellen).
Mit Matrizen und Graphen lassen sich diese Zusammenhänge qualitativ darstellen. Zur quantitativen Darstellung nutzt man Gleichungssysteme die auf den Matrizen basieren. Damit kann die Produktionsfunktion nach Kloock zur Berechnung von Verrechnungspreisen oder unterer Preisgrenzen für Endprodukte genutzt werden.

## Einordnung
Die Produktionsfunktion vom Typ D stellt eine Weiterentwicklung der Produktionsfunktion vom Typ C dar und ist eine Verallgemeinerung, aus der sich die Produktionsfunktion vom Typ B und Typ C als Spezialfälle ableiten lassen.